# كيفن بيرسون
كيفن بيرسون (بالإنجليزية: Kevin Pearson)‏ هو سياسي أمريكي، ولد في 10 أكتوبر 1959. حزبياً، نشط في الحزب الجمهوري. وقد انتخب عضو مجلس نواب لويزيانا.